# Monica Sagna
Pour les articles homonymes, voir Sagna.
Monica Sagna est une judokate sénégalaise née le 10 juin 1991.

## Carrière
En mars 2024, elle remporte la première médaille d'or de la délégation sénégalaise aux Jeux africains à Accra en s'imposant en finale de la catégorie des plus de 78 kg contre la Tunisienne Sarra Mzougui.

## Palmarès
| Année | Compétition                               | Lieu         | Résultat | Catégorie         |
| ----- | ----------------------------------------- | ------------ | -------- | ----------------- |
| 2010  | Championnats d'Afrique                    | Yaoundé      | 3e       | Plus de 78 kg     |
| 2010  | Championnats d'Afrique                    | Yaoundé      | 7e       | Toutes catégories |
| 2010  | Championnat d'Afrique des moins de 20 ans | Dakar        | 2e       | Plus de 78 kg     |
| 2011  | Championnats d'Afrique                    | Dakar        | 3e       | Toutes catégories |
| 2011  | Jeux africains                            | Maputo       | 3e       | Plus de 78 kg     |
| 2012  | Championnats d'Afrique                    | Agadir       | 3e       | Toutes catégories |
| 2013  | Championnats d'Afrique                    | Maputo       | 5e       | Plus de 78 kg     |
| 2013  | Jeux de la Francophonie                   | Nice         | 3e       | Plus de 78 kg     |
| 2014  | Championnats d'Afrique                    | Port-Louis   | 5e       | Plus de 78 kg     |
| 2014  | Championnats d'Afrique                    | Port-Louis   | 3e       | Toutes catégories |
| 2015  | Championnats d'Afrique                    | Libreville   | 3e       | Plus de 78 kg     |
| 2015  | Championnats d'Afrique                    | Libreville   | 3e       | Toutes catégories |
| 2015  | Jeux africains                            | Brazzaville  | 5e       | Plus de 78 kg     |
| 2016  | Championnats d'Afrique                    | Tunis        | 3e       | Plus de 78 kg     |
| 2016  | Championnats d'Afrique                    | Tunis        | 3e       | Toutes catégories |
| 2017  | Championnats d'Afrique                    | Antananarivo | 3e       | Plus de 78 kg     |
| 2017  | Championnats d'Afrique                    | Antananarivo | 3e       | Toutes catégories |
| 2018  | Championnats d'Afrique                    | Tunis        | 3e       | Plus de 78 kg     |
| 2018  | Championnats d'Afrique                    | Tunis        | 2e       | Toutes catégories |
| 2019  | Jeux africains                            | Rabat        | 3e       | Plus de 78 kg     |
| 2020  | Championnats d'Afrique                    | Antananarivo | 3e       | Plus de 78 kg     |
| 2021  | Championnats d'Afrique                    | Dakar        | 3e       | Plus de 78 kg     |
| 2022  | Championnats d'Afrique                    | Oran         | 2e       | Plus de 78 kg     |
| 2023  | Championnats d'Afrique                    | Casablanca   | 3e       | Plus de 78 kg     |
| 2024  | Jeux africains                            | Accra        | 1re      | Plus de 78 kg     |